# Hjärtstartare

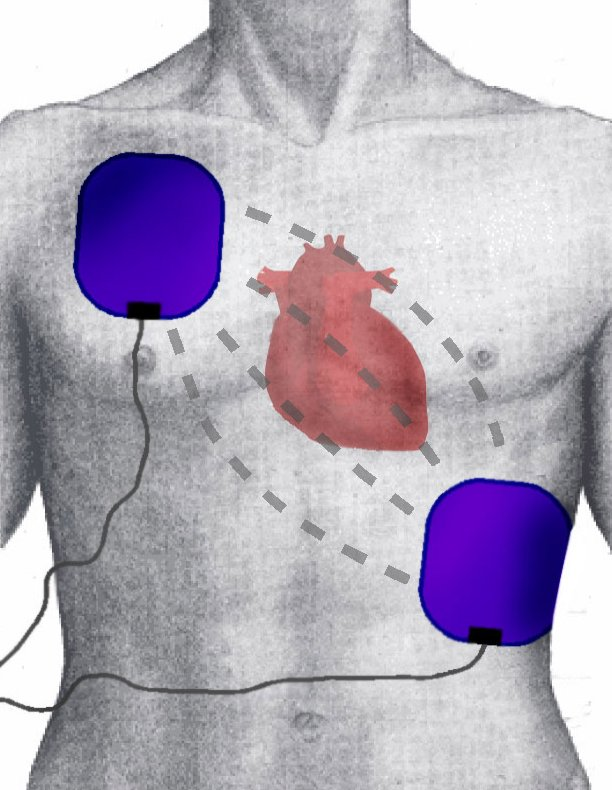
Placering av elektroderna vid defibrillering.

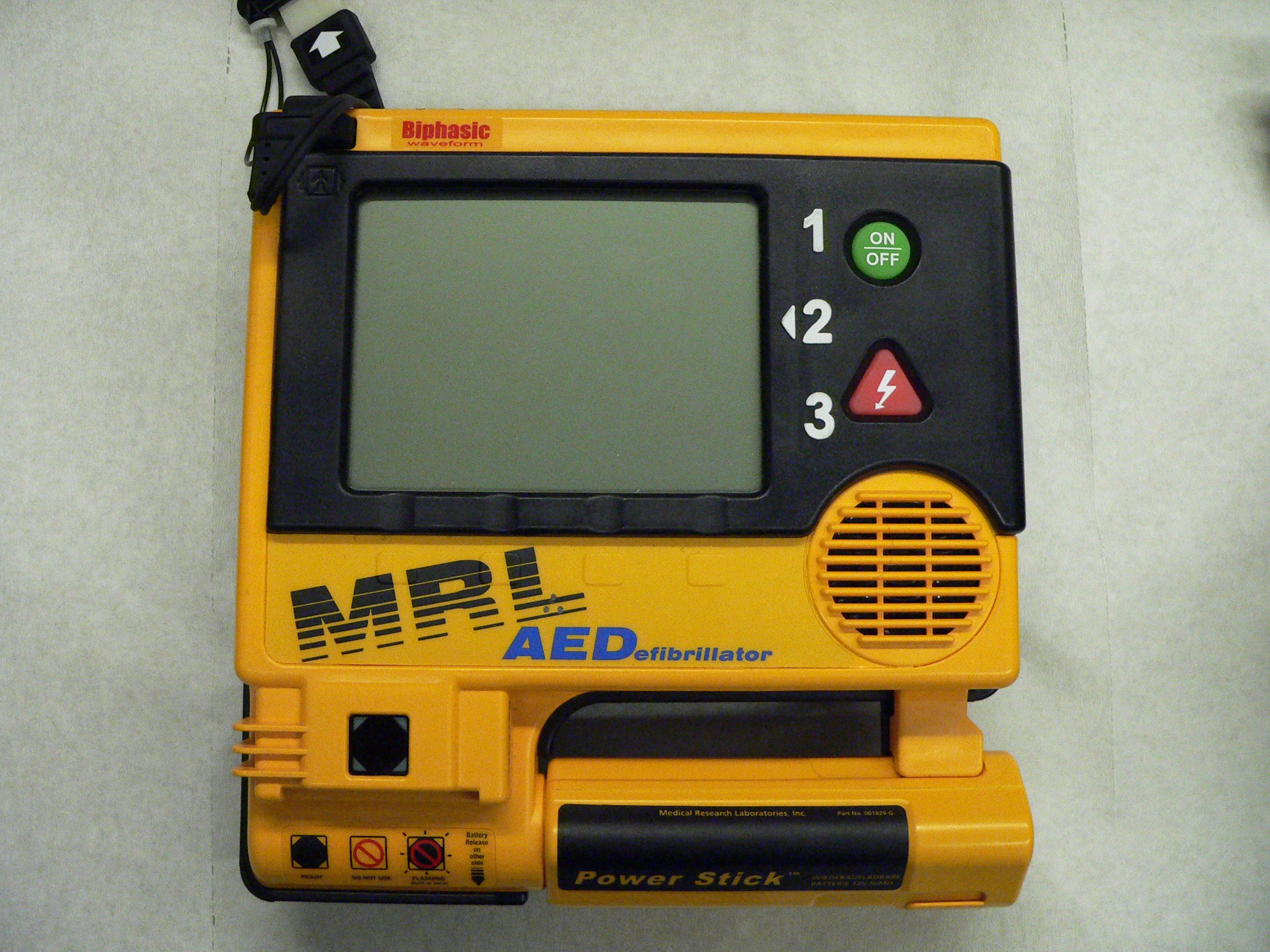
En hjärtstartare med automatik, som även ej utbildade kan använda.

Defibrillator, även oegentligt hjärtstartare, är en anordning som används för att ge elstötar, defibrillera, på en person som drabbats av hjärtstillestånd med arytmier som ventrikelflimmer eller ventrikeltakykardi för att få hjärtat att återta en pulsgivande rytm. Defibrillering är effektivt vid hjärtstillestånd bara för vissa typer av hjärtarytmier men inte för andra.

## Användning
Användning av hjärtstartare kombineras med hjärt-lungräddning (HLR), som upprätthåller en begränsad cirkulation tills man får igång hjärtat, och därvid minskar skador på hjärna och hjärta. Hjärtkompressionerna kan också vara nödvändiga för att bibehålla en defibrillerbar rytm, som krävs för att hjärtstartaren skall vara till nytta. Tidig HLR och tidig defibrillering är särskilt viktiga faktorer för överlevnaden vid hjärtstillestånd. Överlevnaden vid hjärtstopp utanför sjukhus är drygt 10 % om HLR ges. Varje år påbörjar ambulanspersonal behandling för 6000 personer med hjärtstopp i Sverige, varav drygt 600 personer överlever.

## Bakgrund

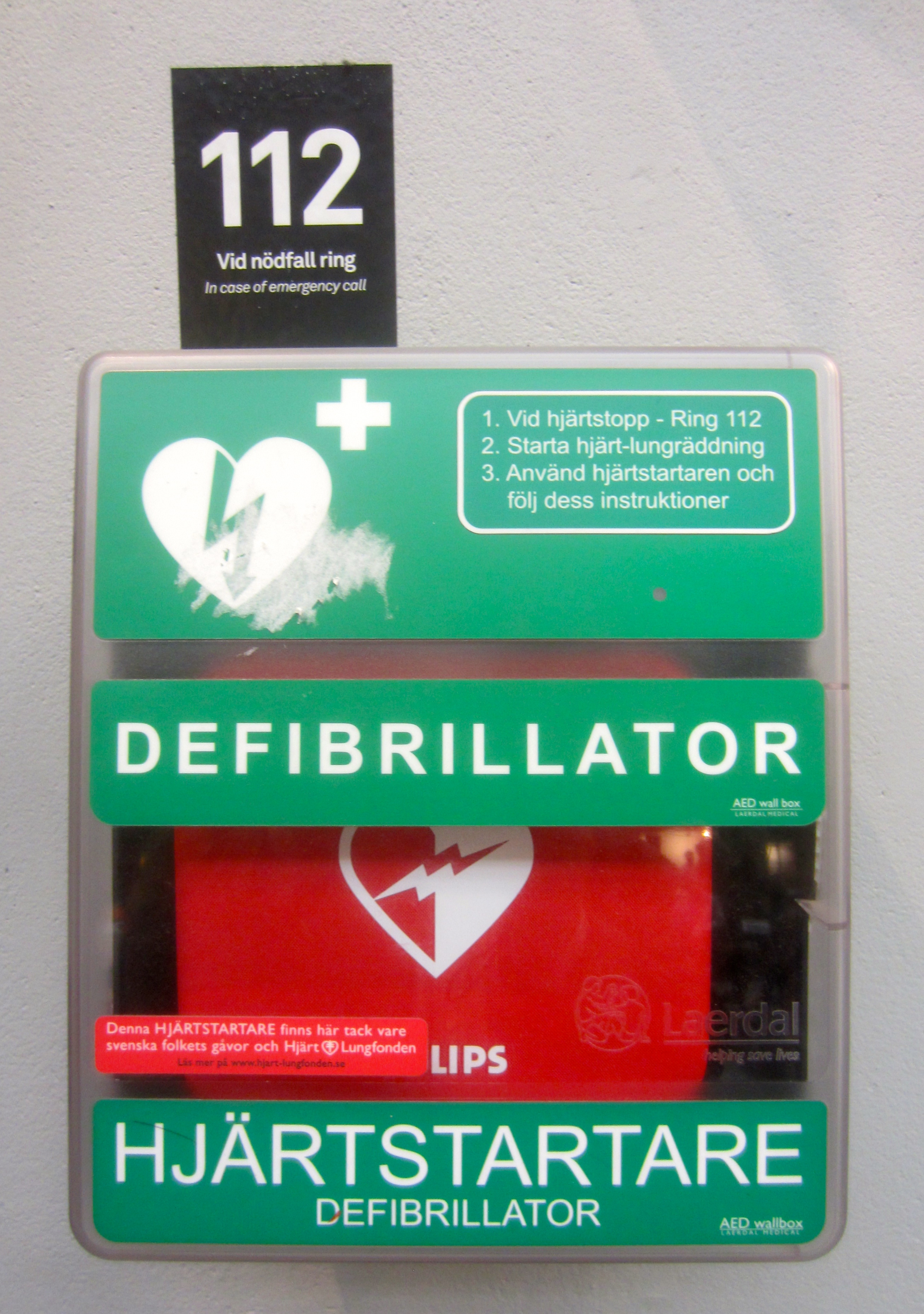
En hjärtstartare i larmat skåp på Stockholm centralstation.

Hjärtstartaren började utvecklas på 1960-talet. Från att ha varit monofasiska är de flesta defibrillatorer bifasiska, det vill säga att strömstöten går fram och tillbaka mellan elektroderna, vilket medför att hjärtat "träffas" flera gånger av den elektriska stöten. Genom att använda bifasisk teknik kan man minska styrkan på strömmen och därmed minska skadorna på vävnaden samt få bättre resultat.

## Typer

### Manuella hjärtstartare
Manuella hjärtstartare förekommer endast på sjukhus eller ambulanser och det är sådana vi är vana att se i filmer och tv-program, där laddas och avfyras laddningen av en utbildad person, sjuksköterska eller läkare via de så kallade paddlarna. Paddlarna placeras över patientens hjärta på bröstkorgen och strömstyrkan kan ställas in manuellt för önskad effekt.

### Halvautomatiska hjärtstartare
Halvautomatiska hjärtstartare finns däremot idag på fler och fler ställen i samhället, dessa ger talade instruktioner och kan användas av de flesta oavsett tidigare kunskap. Dock rekommenderar man att alla som har tillgång till en hjärtstartare i sin närhet går en D-HLR utbildning. Oftast finns det på hjärtstartarens hölje ett piktogram som vägleder och hjälper till så att vem som helst kan använda den. När man startat hjärtstartaren ger den sedan talade instruktioner och uppmaningar som hjälper till att korrekt utföra defibrilleringen. Man ansluter då elektroder på den drabbades bröstkorg enligt bilden på hjärtstartaren och via dessa leds sedan en elchock genom hjärtat för att försöka förmå det att slå normalt igen.
Det finns en rad säkerhetsprogram i hjärtstartaren som inte tillåter att elchock ges om inte patienten är medvetslös och har drabbats av ett hjärtstillestånd. Endast om hjärtstartaren känner av att ett ventrikelflimmer (VF) eller en ventrikeltakykardi föreligger levererar den en elchock.

### Helautomatiska hjärtstartare

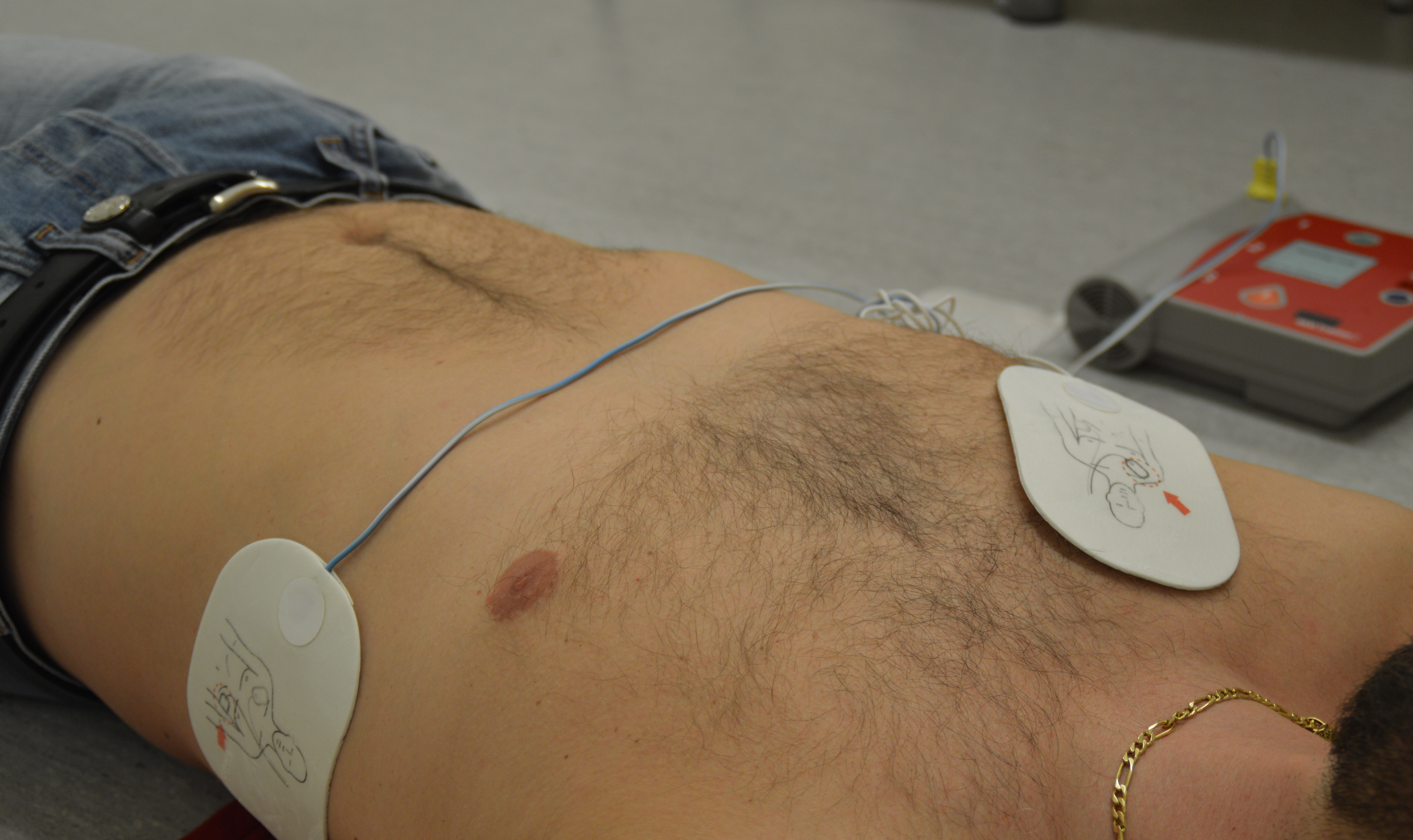
Elektroder till hjärtstartare korrekt fästa på en mans bröst. Vid mycket kroppshår skall området där elektroderna fästs rakas med rakhyvel för att få bättre kontakt.

Numera finns det även helautomatiska hjärtstartare som är ännu enklare att använda jämfört med de halvautomatiska. De helautomatiska modellerna är i princip identiska med de halvautomatiska förutom att chock-knappen är borttagen vilket innebär att hjärtstartaren själv ger chocken vid behov. En helautomatisk hjärtstartare signalerar klart, tydligt och i god tid innan en eventuell chock ska ges. Dock innebär ett hjärtstopp en mycket stressig situation för livräddarna, och det finns en viss risk att någon ändå vidrör patienten medan chocken avges. Med en halvautomatisk hjärtstartare kan den som trycker på knappen först försäkra sig om att så inte är fallet.

### Hjärtstartare för barn
Halvautomatiska hjärtstartare ska ej användas på barn under ett år och helst med reduceringsanordning för barn mellan ett och åtta års ålder. För barn finns det särskilda hjärtstartare eller elektrodplattor som då arbetar med lägre energi, anpassat för barnets kroppsmassa.

## Skyltmarkering

Symbolen för automatisk hjärtstartare.

HLR-rådet rekommenderar att man med en standardiserad skylt markerar var en halvautomatisk hjärtstartare är placerad. Denna typ av skylt ska sitta tydligt i anslutning till hjärtstartaren. Skylten har en grön bakgrund. Den innehåller ett vitt hjärta med en blixt i samt ett vitt kors i övre högra hörnet. Rekommendationer säger att man ska registrera sin hjärtstartare i ett synligt nationellt register. I Sverige används Sveriges hjärtstartareregister som nationellt register där enskilda medborgare samt Sos alarm kan se var närmaste hjärtstartare finns tillgänglig.  